# Methane Pioneer (schip, 1945)
De Methane Pioneer was de eerste lng-tanker in de wereld. Het schip werd als C1-M-AV1-vrachtschip gebouwd in 1945 en werd in 1958 omgebouwd om lng mee te vervoeren.

## Techniek
Het schip werd gebouwd op de scheepswerf Walter Butler Shipbuilders in Texas in de VS. In 1958 werd het schip omgebouwd tot lng-tanker, bij de Alabama Dry Dock & Shipbuilding Company. Er werd een nieuwe stalen romp in het schip aangebracht, waardoor het dubbelwandig werd. Omdat het soortelijk gewicht van vloeibaar LNG maar de helft is van water werden er extra ballasttanks geplaatst om te voorkomen dat het schip als een kurk op het water zou drijven. Het schip kreeg 5 rechthoekige tanks met een totale capaciteit van 35.000 barrels, ongeveer 5000 m³. De tanks waren gemaakt van 12,5 mm dik aluminium, omdat dit materiaal niet bros wordt bij extreem lage temperatuur (in dit geval zo'n -152 °C). Ze werden niet vastgezet, omdat het temperatuurverschil kon zorgen voor ruim 7 centimeter verschil in afmeting. Voor de isolatie werd balsahout en glasvezelversterkt polyester gebruikt, omdat het hout slecht brandt en geen zuurstof opneemt. Bovendien expandeert gelekt LNG weer tot gas en drijft het vloeibare gas weer terug de tank in. Rond de tanks werd stikstof gepompt.
De tanks werden vooraf gekoeld met vloeibare stikstof. Onderweg werd niet verder gekoeld omdat het gas zichzelf koelde door de overgang van vloeistof naar gas. Het afkokende gas werd afgeblazen door een hoog boven het schip uitstekende afvoerpijp. Het verlies bedroeg maar een fractie van een procent per dag, hoewel vertraging theoretisch het verlies van de complete lading zou veroorzaken.
Eenmaal onderweg werd de samenstelling van de lucht in de isolatieruimte continu met infrarood licht bewaakt, om te kijken of er geen gas lekte. In dat geval zou er een alarm afgaan. Een hele rits van thermokoppels waren rondom en onder de inwendige romp gemonteerd om te zien of er geen plotselinge verlaging van temperatuur zou optreden, die het metaal kon doen scheuren.

## Geschiedenis
Het schip werd na de ombouw omgedoopt tot ‘Methane Pioneer’. Methaan, in het Engels methane, is de belangrijkste component van aardgas. Met de ombouw en de veilige aankomst van het schip werd aangetoond dat LNG internationaal verhandeld kon worden.
De eerste reis met LNG begon op 25 januari 1959 op de Calcasieu River van Constock's LNG-opslag bij Lake Charles in Louisiana. Het werd beproefd door slecht weer, maar het schip arriveerde veilig op 20 februari 1959 bij British Gas op het Canvey Island in de Theems. Het vaartuig werd acht jaar lang gebruikt om vloeibaar aardgas mee te vervoeren. Daarna werd het nog jarenlang gebruikt als lng-opslagschip.